# Vietnam Veedu Sundaram
"Vietnam Veedu" Sundaram (1943 - Chennai, 6 de agosto de 2016) foi um roteirista e diretor tâmil popular. Ele tem escrito roteiros para quase todos os atores e escreveu para 8 filmes estrelados por Sivaji Ganesan após 1970. Seus empreendimentos de direção Gauravam, Gnana Paravai, Vijaya, Devi Sri Kumariamman e Payanam são considerados clássicos cult. Ele era o escritor de clássicos tâmeis como o Vietnam Veedu, Gnana Oli, Satyam, Grihapravesam, Justiça Gopinath Annan Oru Koyil estrelado por Sivaji Ganesan, Naan En Piranden, Naalai Namadhe estrelando M.G. Ramachandran. Ele dirigiu mais de uma dúzia de filmes e é bem conhecido por seus temas familiares. Suas histórias foram transformadas em filmes em Telugo, Canarês e Hindi. Ele virou ator na tela pequena e nos filmes a partir de 1998 e tem ao seu crédito algumas séries de televisão.[carece de fontes?]